# Villa Medicea di Pratolino

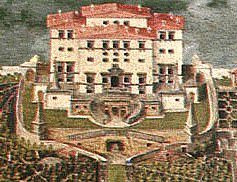
Aspecto da Villa Medicea di Pratolino.

A Villa Medicea di Pratolino (conhecida, actualmente, como Villa Demidoff ou Villa Demidoff di Pratolino) é um palácio italiano localizado na Toscânia, cerca de 12 km a norte de Florença pela estrada principal para Bologna. A villa fica na via Fiorentina nº 276, localidade de Pratolino, Vaglia, Província de Florença.
A villa original foi construída pelo solitário Francisco I de Médici Grão-Duque da Toscânia, em parte para agradar à sua amante veneziana, a célebre Bianca Capello, segundo desenhos do seu arquitecto-desenhador-mecânico-engenheiro da Corte, Bernardo Buontalenti, numa única campanha que durou de 1569 a 1581, apesar de não estar suficientemente acabado para providenciar o cenário para o casamento de Francisco e Bianca Cappello, no dia 10 de Junho de 1579. No seu tempo possuía um esplêndido exemplo de jardins maneiristas. 
A verdadeira villa dos Médici foi demolida em 1822, mas em seguida a propriedade foi adquirida por uma família de origem russa, os Demidoff, que fizeram do edifício secundário de serviço a nova villa, ampliando-o e reestruturando-o. O parque, embora desordenado e espoliado ao longo dos séculos, é um dos mais belos e vastos de toda a Toscânia, encontrando-se entre os mais importantes no estilo de jardins à inglesa.

## História

### Francisco I e o Buontalenti

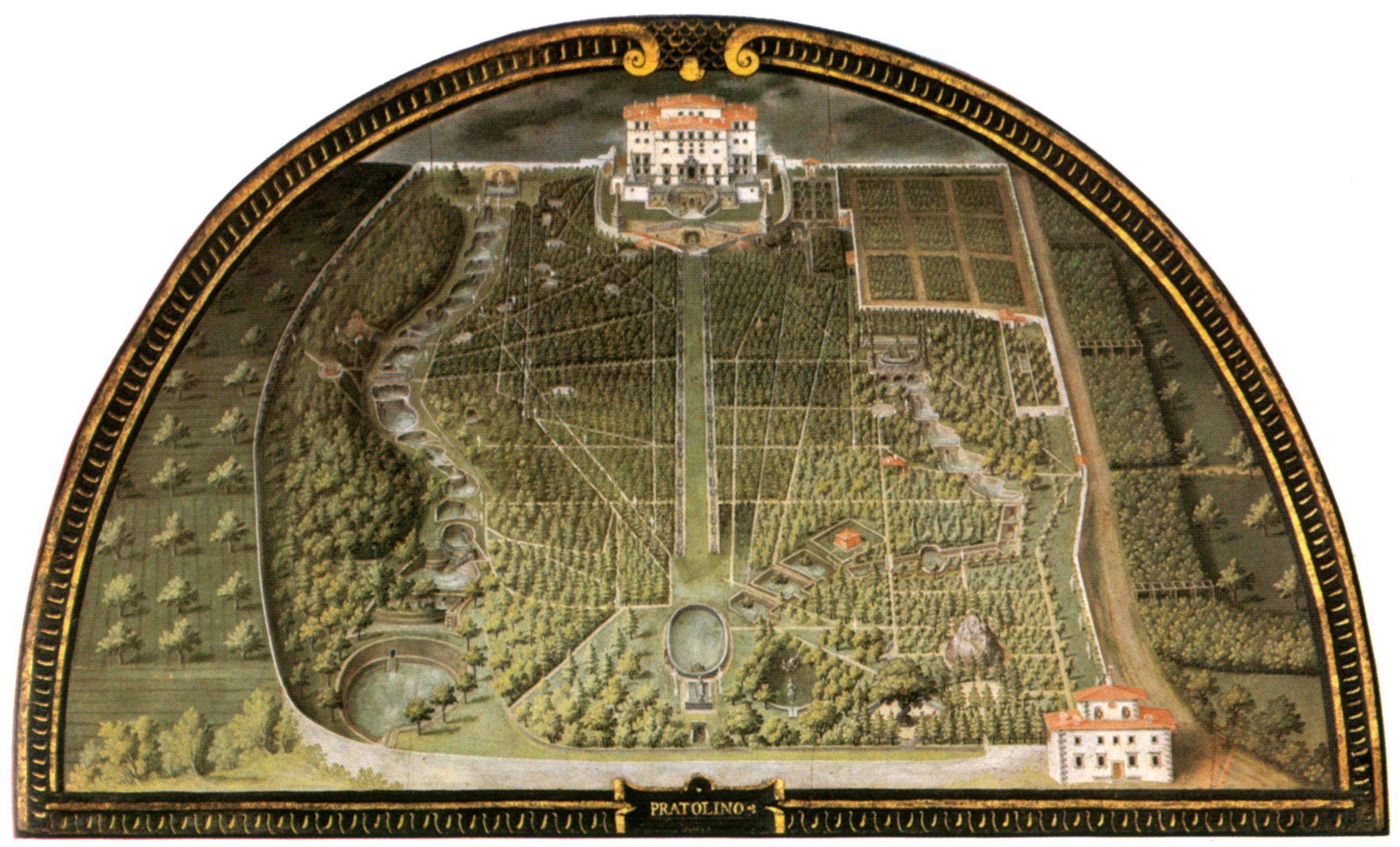
A Villa Medicea di Pratolino e o seu parque, numa luneta de Giusto Utens (Museo di Firenze com'era).

A grande propriedade de Benedetto Uguccioni foi adquirida, em 1568, por Francisco I de Médici, antes deste se tornar Grão-Duque. O terreno era bastante distante de Florença, numa zona acidentada e escarpada no sopé dos Apeninos. Francisco confiou a Bernardo Buontalenti o encargo de edificar uma esplêndida villa (1569-1575), para residência da sua segunda esposa, Bianca Cappello. A Villa Medicea di Pratolino, com importância estratégica no complexo das villas Médici, tanto pelo lugar, como pela actividade agrícola ou por outros motivos, devia representar a concessão principesca ao puro luxo, onde tudo era elevado à máxima magnificência. As "maravilhas" de Pratolino foram, mesmo antes de estar concluída, objecto de exaltação e louvor em várias citações, quase a justificar o custo colossal de 782.000 escudos italianos, o dobro, para dar um exemplo, da despesa necessária para completar a Galleria degli Uffizi. Segundo uma afirmação de Michel de Montaigne:
"A beleza e a riqueza desse lugar não se pode representar pela escrita" (La beauté et la richesse de ce lieu ne se peut représenter par le menu).
Circundada por um grande parque de abetos, o palácio tinha no andar térreo um complexo de jogos artificiais com automatismos, brincadeiras de água e cenários embelezados com a presença de estátuas antigas, madrepérola, pedras duras e mármores valiosos; também o parque era rico em achados fantasiosos e fontes monumentais; Buontalenti  foi, igualmente, o inventor destes mecanismos e achados, os quais respeitavam acima de tudo a personalidade e os interesses do novo Grão-Duque, amante das estranhezas naturais, da alquimia e da inspiração mais fantasiosa, como se manifesta numa outra obra prima por ele encomendada, o Pequeno Estúdio de Francisco I no Palazzo Vecchio.
A exacta representação da Villa Medicea di Pratolino, realizada por Giusto Utens na célebre série de lunetas com as villas Médici para a Sala das Villas da Villa Medicea di Artimino (actualmente no Museo di Firenze com'era), mostra Partolino como se fosse o parque-jardim mais vasto entre as propriedades dos Médici, ao ponto de ocupar quase todo o espaço da representação, apesar de só estar pintada a metade sul do mesmo.
O parque era cortado por um eixo coincidente com uma alameda, a qual aparecia como o único elemento regulador. A morfologia do terreno era caracterizada por uma riqueza de fracturas, cavidades e outras irregularidades. A villa erguia-se ao centro, e todo o parque era assinalado pela presença de água, elemento gerador e absoluto protagonista simbólico do esquema decorativo. O eixo principal norte-sul, no qual se encontrava a villa, unia as duas partes do parque: começava a norte com a Fonte de Júpiter (Fontana di Giove), o Parque das Modernidades (Parco dei Moderni) e o Colosso do Apenino (Colosso dell'Appennino); depois da villa prosseguia em direcção ao sul com a Alameda das pilhas (Stradone delle pile), o Parque dos Antigos (Parco degli Antichi) e a Fonte da lavadeira (Fontana della lavandaia). A partir deste eixo, dispersava-se uma série de avenidas, caminhos e labirintos, que à sua volta levavam a grutas, fontes e tanques disseminados por todo o lado. Suscitavam particular admiração os sofisticados engenhos que moviam os autómatos, alimentando sons e jogos de água. Neste complexo, os vários elementos arquitectónicos do parque eram singulares graças à precisão dos sentidos, os quais eram estimulados pelo rumor da água e da chuva artificial.

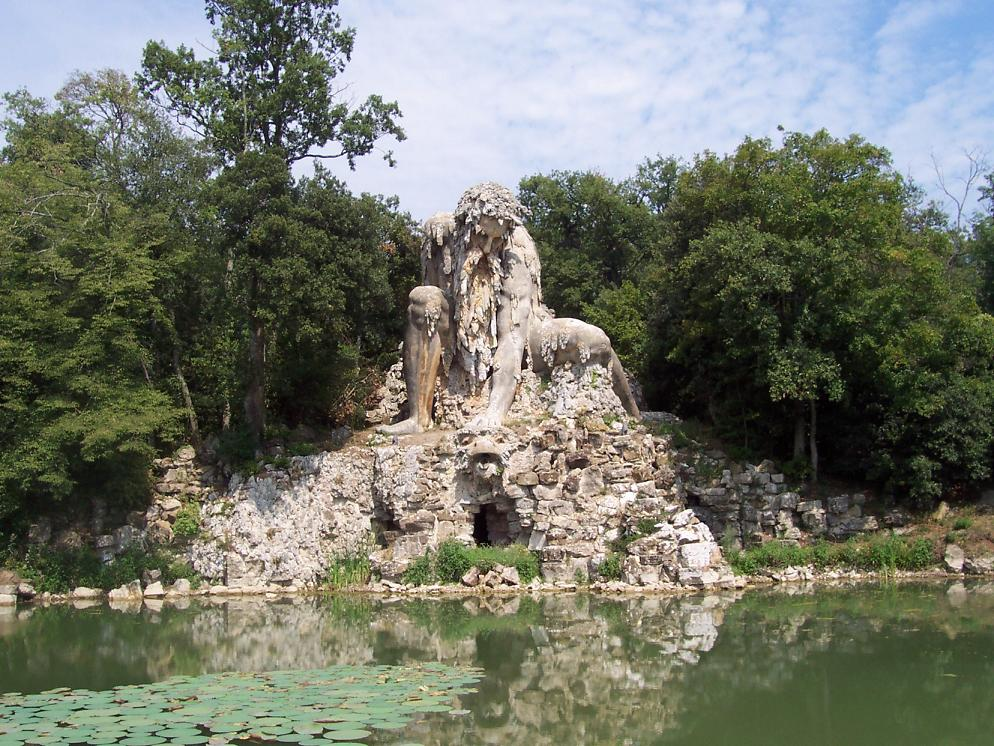
O Colosso do Apenino, de Giambologna.

Trabalharam no complexo outros arquitectos além de Buontalenti, como Bartolomeo Ammanati, Valerio Cioli, Vincenzo Danti e o Giambologna, tendo este último realizado o Colosso do Apenino cerca de 1580. Este elemento, que se mantém como o elemento mais notável do conjunto original, possui uma altura de dez mertros, com a parte baixa ocupada por uma gruta hexágona, a partir da qual se acede, através de uma escada, ao vão escavado na parte alta do corpo e na cabeça, com iluminação para os olhos no interior. Exteriormente a estátua é ornada por esponjas e concreções calcárias, das quais corria água para a piscina abaixo. O Dragão (Drago) foi acrescentado por Giovan Battista Foggini no século XVII.
Junto ao Apenino encontra-se o grande labirinto de loureiro, enquanto que à sua frente se abria um amplo prado, com vinte seis esculturas antigas colocadas nos lados. Giusto Utens detém-se na sua representação dos tanques comunicantes, os quais levavam água do monte ao vale numa sucessão contínua de cascatas, pequenos lagos artificiais e outros elementos de grandioso efeito cénico.
A villa era tão magnífica como o parque. Compacta na estrutura externa, com as típicas janelas emolduradas em pedra singela sobre o estuque branco, era racionalmente simétrica na disposição dos ambientes internos. Na alta base abria-se uma série de grutas artificiais fantasiosas, como a Gruta do Dilúvio (Grotta del Diluvio), a da Galatea (di Galatea), da Estufa (della Stufa), da Esponja (della Spugna) ou da Samaritana (della Samaritana), nas quais Francisco, inclinado à solidão e à evasão, tinha o hábito de encontrar-se secretamente com a sua amante Bianca Cappello, com a qual só pôde casar-se depois de enviuvar, em 1579, embora num primeiro momento, por prudência, o casamento se tenha mantido secreto.

### Os outros Médici
Francesco e Bianca morreram inesperadamente no mesmo dia, em 1587, na Villa Medicea di Poggio a Caiano, provavelmente vitimados por envenenamento. A residência de Pratolino, impregnada da memória de Francisco, do seu inquieto e melancólico hedonismo, foi pouco frequentada pelos sucessivos Grão-Duques Médici. Em Pratolino, embora fosse um modelo cultural imitado em toda a Europa, começaram a registar-se, no final do século XVII, os primeiros desaparecimentos de estátuas e de instalações hidráulicas.
Só voltaria a ser habitado no final do século XVII, pelo filho de Cosme III, o grão-príncipe – isto é, o príncipe herdeiro - Fernando de Médici. Fernando era uma figura inquieta e por certo algo semelhante ao seu antepassado. Coleccionista de coisas raras e curiosas, amante do dileto e do capricho ("capriccio"), prezava profundamente a villa de Pratolino e nela empreendeu trabalhos de restauro e posterior embelezamento com novas obras artísticas: afrescos de Pier Dandini, Crescenzo Onofri, Anton Domenico Gabbiani e Sebastiano Ricci; um novo teatro realizado por Anton Maria Ferri e Ferdinando Galli da Bibbiena (1697); novas estátuas para o parque. Fernando não se tornou Grão-Duque devido à sua morte prematura, em 1713, causada pela sífilis.

### O periodo dos Lorena
O complexo, demasiado diospendioso para poder sobreviver, teve um periodo de abandono com o advento dos Lorena, os quais tinham uma visão completamente diferente da gestão do património já pertencente aos Médici: sobretudo as villas já não eram um lugar de distracção, mas um "custo" disperso pelo território, pelo que a sua prudente gestão de cunho iluminista levou à gradual alienação das villas. Pratolino teve uma sorte particularmente dolorosa, uma vez que no final do século XVIII apresentava um estado de conservação muito preocupante.
O contínuo abandono e a incúria haviam comprometido notavelmente a disposição decorativa do parque, nessa época usado somente como reserva de caça. Mesmo a villa, que sofria infiltrações de água proveniente das grutas subterrâneas às quais niguém tinha dado resposta atempada, estava agora arruinada.
Muitas das estátuas foram transferidas para o jardim do Palazzo Pitti, os Jardins do Bóboli, até que, em 1819, o Grão Duque Fernando III transformou o esplêndido jardim à italiana num jardim à inglesa, por obra do engenheiro boémio Joseph Fritsch. Esta escolha de planeamento comportou o alargamento da área de representação à custa da área cultivada, e o aumento da superfície do parque de vinte para setenta e oito hectares.
As ruínas do parque Buontalentiano foram facilmente englobadas no arranjo paisagístico do novo parque.
Ao engenheiro Joseph Fricks deve-se, também, a triste demolição do palácio, o qual derrubou com explosivos em 1820. Desaparecia, deste modo, aquela que segundo alguns era a mais esplêndida e seguramente a mais extravagante das villas Médici, "teatro de delícias, de magnificência e de comodidades".

### Os Demidoff
O parque, propriedade de Leopoldo II a partir de 1837, foi vendido aquando da sua morte (1870), ao Príncipe russo Paulo II Demidoff (1872).
Os Demidoff eram uma riquíssima família de industriais de origem russa, os quais, depois do envio de Nicola Demidoff como embaixador em Florença, no ano de 1837, se estabeleceram naquela cidade, onde animaram a vida cultural e política local.
Depois de ter adquirido Pratolino, restauraram os edifícios sobreviventes da villa: a escudaria, a capela e a casa de lavoura. Do edifício secundário da paggerie, proveniente do periodo de Buontalenti, ficou encarregado Emilio de Fabris. Este arquitecto reestruturou e ampliou o edifício, fazendo dele uma nova villa, a qual tomou o nome da família pelo qual também é conhecido o parque: "Villa Demidoff". 
Em 1981, a posse da propriedade passou do último descendente dos Demidoff para a Administração Provincial de Florença.

## O parque
Apesar de muitas obras de arte originais terem sido removidas ao longo dos séculos, o parque ainda conserva muitas peças de interesse relevante. Entre estas encontra-se: o Colosso do Apenino (Colosso dell'Appennino) de Giambologna; a Fonte de Júpiter (Fonte di Giove), cuja cópia foi instalada pelos Demidoff no final do século XIX; as duas metades de esponja; a capela, de planta hexagonal com loggia (galeria aberta) externa, na qual está sepultada a última princesa Demidoff; a Fonte do Mugnone (Fonte del Mugnone), cuja estátua foi esculpida por Giambologna em 1577; a Pesqueira da Máscara (Peschiera della Maschera), também usada como piscina e equipada para banhos quentes; o Grande Aviário (Grande Voliera); a Faisanaria (Fagianeria); a Gruta do Cupido (Grotta di Cupido), construída por Buontalenti em 1577; o pavilhão neoclássico de Montili, realizado por volta de 1820 pelo arquitecto Luigi de Cambray-Digny. 
Em todo o parque estão presentes árvores seculares, entre as quais carvalhos, robles, cedros e castanheiros-da-índia, verdadeiros monumentos naturais ricos em sugestões.